# Județ de Constanța
Constanța est un județ (division administrative équivalente aux départements français) de la région traditionnelle de Dobrogée, en Roumanie. Son chef-lieu est Constanța. Le județ possède une frontière internationale avec la Bulgarie au Sud. À l'Ouest, il est limité par le Danube qui le sépare des județe de Călărași, de Ialomița et de Brăila. Au Nord, il est voisin du județ de Tulcea. À l'Est, sa limite est le domaine public maritime de la mer Noire.

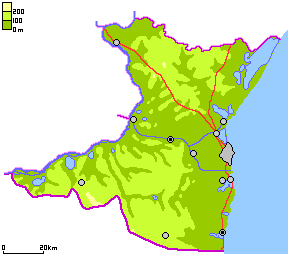
Géographie physique du Județ de Constanța

## Liste des municipalités, villes et communes

### Municipalités
(population en 2007)
- Constanța (304 279)
- Mangalia (40 514)
- Medgidia (44 270)

### Villes
(population en 2007)
- Băneasa (5 496)
- Cernavodă (18 595)
- Eforie (9 856)
- Hârșova (10 454)
- Murfatlar (10 855)
- Năvodari (34 936)
- Negru Vodă (5 535)
- Ovidiu (13 929)
- Techirghiol (7 218)

### Communes
- 23 August
- Adamclisi
- Agigea
- Albești
- Aliman
- Amzacea
- Bărăganu
- Castelu
- Cerchezu
- Chirnogeni
- Ciobanu
- Ciocârlia
- Cobadin
- Cogealac
- Comana
- Corbu
- Costinești
- Crucea
- Cumpăna
- Cuza Vodă
- Deleni
- Dobromir
- Dumbrăveni
- Fântânele
- Gârliciu
- Ghindărești
- Grădina
- Horia
- Independența
- Ion Corvin
- Istria
- Limanu
- Lipnița
- Lumina
- Mereni
- Mihai Viteazu
- Mihail Kogălniceanu
- Mircea Vodă
- Nicolae Bălcescu
- Oltina
- Ostrov
- Pantelimon
- Pecineaga
- Peștera
- Poarta Albă
- Rasova
- Saligny
- Saraiu
- Săcele
- Seimeni
- Siliștea
- Târgușor
- Topalu
- Topraisar
- Tortoman
- Tuzla
- Valu lui Traian

## Histoire

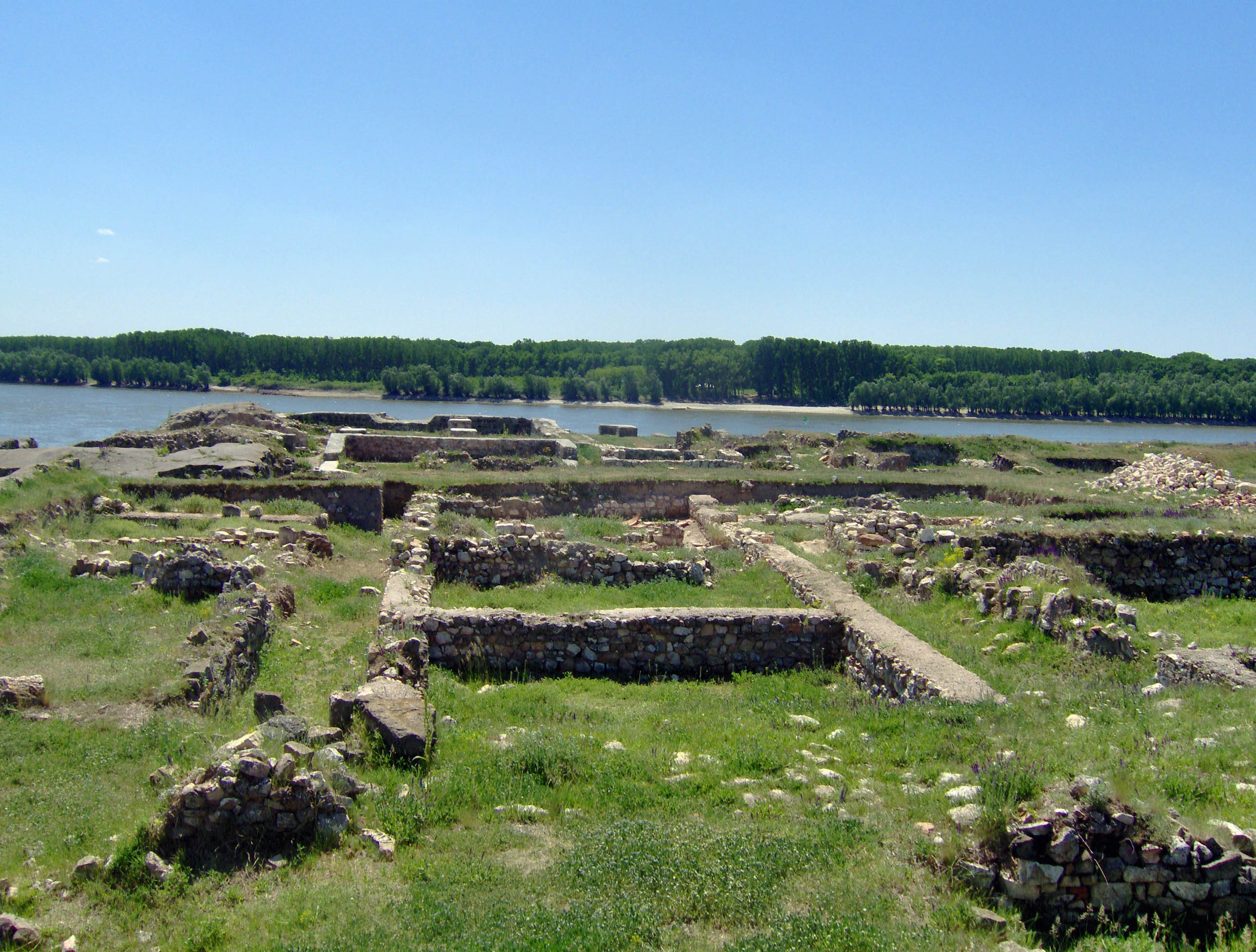
Site de Capidava, sur les rives du Danube.

L'histoire ancienne du territoire est celle de la région historique de Dobrogée dont il fait partie. Le județ de Constanța a été formé lorsque la Dobrogée a été rattachée à la Roumanie en 1878. De 1916 à 1918, il a été sous occupation bulgare, la Roumanie étant alors alliée de la France et de la Grande-Bretagne, tandis que la Bulgarie, qui revendiquait aussi la Dobrogée, s'était jointe aux puissances centrales (Allemagne, Autriche-Hongrie, Turquie). Le județ de Constanța fut une subdivision administrative de la Principauté de Roumanie de 1878 à 1881, du Royaume de Roumanie de 1881 à 1948, puis de la République « populaire » roumaine de 1949 à 1952. Entre 1952 et 1975 le județ cessa d'exister, le régime communiste ayant remplacé les județe par des régions plus grandes. En 1975, le județ est rétabli par la République socialiste de Roumanie (1968 à 1989), et c'est, depuis 1990, une subdivision territoriale de la Roumanie.
Comme toute la Roumanie, le territoire du județ de Constanța a subi les régimes dictatoriaux carliste, fasciste et communiste de février 1938 à décembre 1989, mais connaît à nouveau la démocratie depuis 1990. Entre 1395 et 1422, lorsque son territoire appartint à la principauté de Valachie, il était gouverné par un jude (à la fois préfet et juge suprême) nommé par les hospodars de Valachie, puis, sous le royaume de Roumanie, par un prefect choisi par le premier ministre et nommé par le roi jusqu'en 1947, puis, pendant la dictature communiste, par le secrétaire général județean (départemental) de la section locale du Parti communiste roumain, choisi par le Comité central, et enfin, depuis 1990, à nouveau par un prefect assisté d'un président du conseil județean (départemental) élu par les conseillers, eux-mêmes élus par les électeurs.
Très rural sous le régime turc, qui avait toutefois fait construire par les Britanniques une voie ferrée de Cernavodă à Constanța en 1865, il a été l'objet d'un développement surtout agronomique et halieutique depuis 1878, avec un début d'industrialisation à Constanța. Celle-ci s'est accentuée après 1930. Dans les années 1949-1954 et 1975-1989, le régime communiste a donné, comme ailleurs, la priorité à l'industrie lourde, développant les chantiers navals de Constanța et Mangalia.
Depuis 1989, le département de Constanța se développe cette fois sur le plan qualitatif et c'est l'un de ceux où le PIB par habitant est le plus élevé en Roumanie.
Au travers des différentes dominations successives, les Constantains ont sauvegardé leurs traditions de tolérance religieuse et culturelle entre musulmans, chrétiens orthodoxes ou d'autres confessions, entre Roumains, Grecs, Turcs, Tatars, Aroumains, Arméniens, Juifs, Rôms, Circassiens, Bulgares, Lipovènes et bien d'autres.

## Géographie et économie

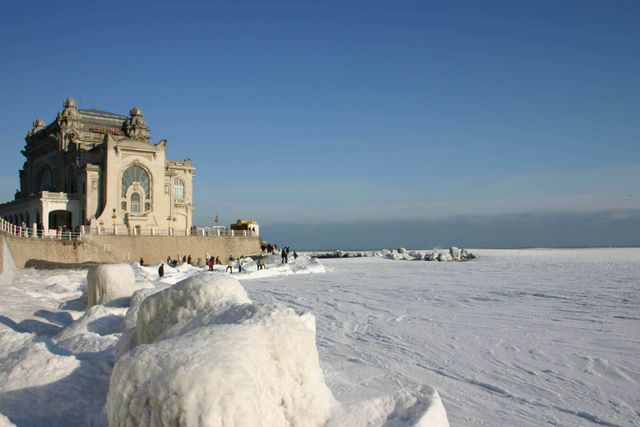
La mer Noire gelée en hiver, à Constanța.

Le département de Constanța a une superficie de 7 071 km2, une altitude moyenne est de 70 m et il culmine à 235 m au Dealul Crucii (« colline de la Croix »). C'est un plateau lœssique vallonné, du quaternaire, déposé sur un substrat calcaire allant du Crétacé au Miocène, avec un petit affleurement de l'Éocène à Ion-Corvin ; dans le nord du département, ce sont des grès siluriens qui affleurent sur les hauteurs. Les substrats situés sous le lœss, sont également visibles aux pieds des falaises de la mer Noire. Un peu à l'ouest de Mangalia se trouve la grotte inondée de Movile, totalement isolée du monde extérieur depuis (peut-être) un demi-million d'années, et abritant une faune endémique d'invertébrés, unique au monde.

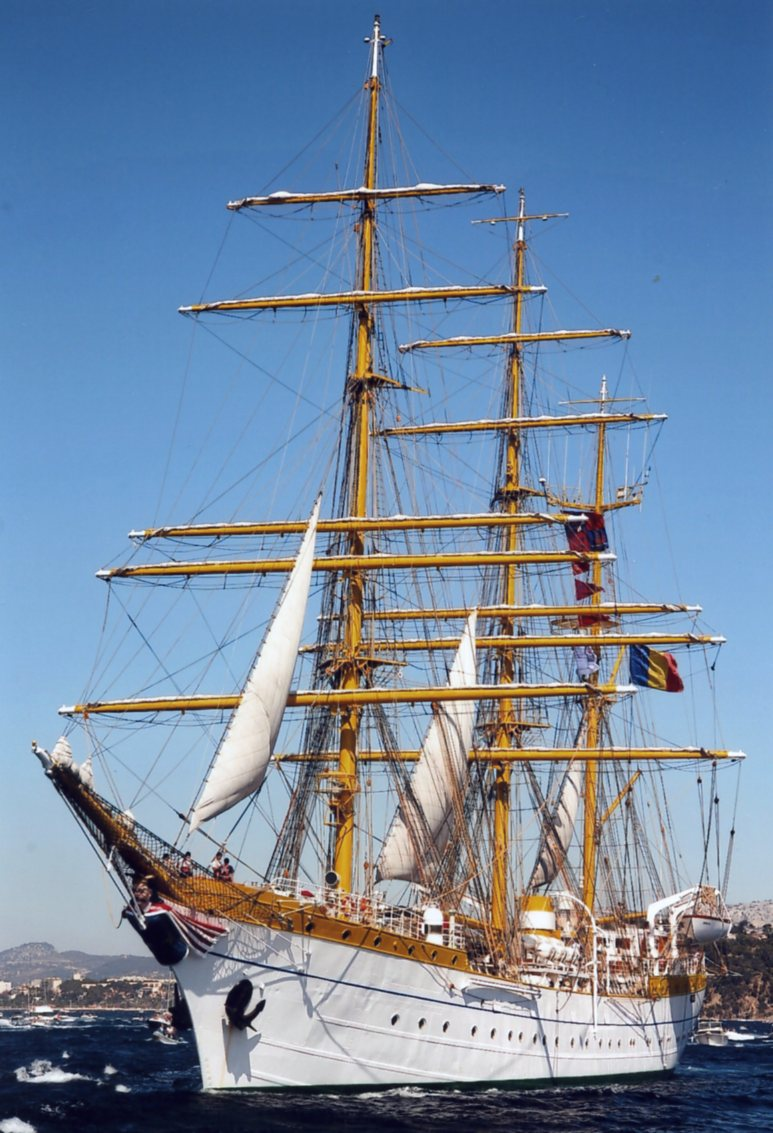
Le Mircea, navire-école de la marine roumaine.

Son climat pontique est tempéré avec des étés chauds et secs de type méditerranéen, des hivers rudes et venteux de type continental, et des saisons intermédiaires souvent brumeuses et pluvieuses. Les rivières (Oltina, Urhaia, Peștera, Tibrinu, Topologu...) et les fleuves (Alba, Casimcea) connaissent, comme le Danube, un étiage estival. Le maximum des cours d'eau a lieu en février-mars, lors de la fonte des neiges. La mer Noire, moins salée que la Méditerranée (en moyenne 21 g de sel par litre au lieu de 36 g), peut geler certains hivers le long du littoral. Certains printemps et automnes, lorsque l'air se refroidit alors que la mer reste chaude, une intense condensation et évaporation produit des brouillards côtiers.
La population locale compte 720 000 habitants mais dépasse très largement le million de juin à septembre en raison de l'afflux touristique, ce qui contribue au développement économique mais crée des nuisances en termes de circulation, de pollution et de niveau de vie (inflation). Plus de la moitié de cette population vit sur la côte, dont environ 450 000 dans les agglomérations de Constanța et Mangalia (qui sont aussi les plus anciennes villes, âgées de 2 600 ans).
L'économie fonctionne sur trois piliers : le tourisme estival, l'industrie de transformation et d'appareillage (notamment naval) et les services (commerce international). L'agriculture et la pêche, jadis très importantes (avec notamment l'élevage ovin, entre autres de mérinos, et la pêche de l'alose pontique Alosa caspia) ont fortement décliné, la première en raison de la concurrence surtout turque, la seconde en raison de la surpêche, de la pollution, de l'épuisement des stocks. Seule subsiste la viticulture, en particulier autour de l'A.O.C. de Murfatlar. Du point de vue industriel, le département de Constanța comporte plusieurs héritages du régime communiste : une raffinerie géante à Năvodari (Petromidia), une centrale nucléaire à Cernavodă (sous licence canadienne), un immense port surdimensionné à Constanța (le deuxième en Europe derrière Rotterdam, en termes de longueur de quais) et un canal navigable reliant le Danube à la mer Noire (qui a coûté la vie à des dizaines de milliers de prisonniers politiques et reste largement sous-utilisé, d'autant que le Danube rejoint de toute façon la mer Noire dans le département voisin, celui de Tulcea) ; ces équipements surdimensionnés et sous-utilisés ont eu des effets secondaires négatifs sur les nappes phréatiques et l'environnement.
Par sa position sur la rive droite et au sud du bas-Danube, le département de Constanța fait partie de la péninsule des Balkans.

## Culture
Le județ de Constanța est, avec ceux d'Ilfov (où se trouve Bucarest), de Sibiu et de Iași, l'un de ceux qui ont le plus de monuments, de musées, de festivals en Roumanie. Le grand nombre de monuments historiques remontant à l'antiquité ou religieux (monastères orthodoxes), une tradition artistique (la côte a toujours attiré les créateurs, notamment des peintres) et l'afflux de jeunes touristes (propice aux festivals d'été) n'y sont pas pour rien. Les festivités maritimes d'été, perpétuant les traditions de pêche et de marine, font également partie des spécificités de la région.
- Liste des musées du județ de Constanța

## Démographie
| Ethnicité | 1880   | 1880  | 2002    | 2002    | 2011    | 2011    |
| --------- | ------ | ----- | ------- | ------- | ------- | ------- |
| Roumains  | 14 884 | 23 %  | 652 777 | 91,0 %  | 567 779 | 90,0 %  |
| Turcs     | 14 947 | 23 %  | 24 246  | 3,4 %   | 21 014  | 3,3 %   |
| Tatars    | 22 854 | 35 %  | 23 230  | 3,2 %   | 19 720  | 3,1 %   |
| Bulgares  | 7 919  | 12 %  | 74      |         |         |         |
| Grecs     | 2 607  | 4 %   | 590     | 0,1 %   |         |         |
| Roms      |        |       | 6 023   |         | 8 401   | 1,3 %   |
| Total     | 64 902 | 100 % | 715 151 | 100,0 % | 684 082 | 100,0 % |

## Politique
| Période | Période  | Identité                      | Étiquette | Qualité |
| ------- | -------- | ----------------------------- | --------- | ------- |
| 2004    | 2016     | Nicușor Daniel Constantinescu | PSD       |         |
| 2016    | 2020     | Horia Țuțuianu                | PSD       |         |
| 2020    | En cours | Mihai Lupu                    | PNL       |         |

| Parti | Parti                           | Sièges |
| ----- | ------------------------------- | ------ |
|       | Parti national libéral (PNL)    | 15     |
|       | Parti social-démocrate (PSD)    | 10     |
|       | Union sauvez la Roumanie (USR)  | 5      |
|       | Parti Mouvement populaire (PMP) | 3      |
|       | Pro Romania (PRO)               | 2      |